# Грюйе, Антуан
Антуан Грюйе (фр. Antoine Gruyer; 1774—1822) — французский военный деятель, бригадный генерал (1813 год), барон (1819 год), участник революционных и наполеоновских войн. Имя генерала выбито на Триумфальной арке в Париже.

## Биография
Родился в семье кузнеца Жана Грюйе (фр. Jean Henri Gruyer; 1730—1776) и его супруги Терезы Шотар (фр. Jeanne Thérèse Chotard; 1734—1801). Учился в Колледже Безансона. 1 августа 1792 года вступил в 6-й батальон волонтёров Верхней Соны и был избран капитаном. Служил в Рейнской армии. 1 октября 1792 года переведён с батальоном в Вогезскую армию генерала Кюстина. 13 июля 1793 года присоединился к Мозельской армии генерала Ушара и 19 февраля 1794 года был включён в дивизию генерала Моро. 18 мая 1794 года его батальон влился в состав 149-й пехотной полубригады. 26 июня 1794 года получил пулевое ранение в правую ногу в сражении при Флёрюсе. 28 июня 1794 года переведён в Самбро-Маасскую армию генерала Журдана. 20 февраля 1796 году, в ходе второй амальгамы, вошёл состав 43-й полубригады линейной пехоты полковника Биссона в дивизии генерала Бернадотта. В январе 1797 года переведён в состав Итальянской армии. 24 марта 1797 года отличился при штурме форта Кьюза, где взял 6 вражеских пушек. 2 мая 1800 года награждён чином временного командира батальона. Сражался при Монтебелло и Маренго. 23 октября 1800 года утверждён в звании командира батальона 43-й полубригады линейной пехоты. С 26 октября 1800 года служил под началом полковника Вивьеса. 25 декабря 1800 года под командой генерала Колли-Риччи отличился в сражении при Поццоло, где захватил пушку. 1 января 1801 года под командой генерала Сюше участвовал в нападении на Верону, где после двухчасового ожесточённого боя захватил форт Святого Георгия и форт Святого Феликса. 2 декабря 1802 года за храбрость, проявленную в последней кампании, награждён Первым консулом Почётной саблей. С 1801 по 1803 годы служил в гарнизоне Кана. С 29 августа 1803 года служил в военном лагере Сент-Омер, сперва в дивизии Вандама, потом Сент-Илера. В составе бригады генерала Варе участвовал в Австрийской кампании 1805 года. Отличился при Аустерлице, где был тяжело ранен.
1 мая 1806 года переведён в гвардию и возглавил батальон 1-го полка пеших егерей. Участвовал в Прусской и Польской кампаниях 1806-1807 годов. 1 января 1808 года назначен командиром 1-го батальона 2-го полка пеших егерей.
19 февраля 1808 года назначен адъютантом князя Боргезе, генерал-губернатора Альпийских департаментов (27-й и 28-й военные округа) со штаб-квартирой в Турине. 12 марта 1808 года получил звание полковника и стал первым адъютантом князя. Дважды исполнял дипломатические миссии при Дворе папы Пия VII в Савоне.
23 февраля 1813 года получил звание бригадного генерала в составе Итальянского наблюдательного корпуса. 2 мая 1813 года участвовал в сражении при Лютцене. 8 июля 1813 года возглавил 1-ю бригаду 14-й пехотной дивизии генерала Гийемино 11-го армейского корпуса маршала Удино . 23 августа 1813 года сражался при Гросберене. 6 сентября 1813 года отличился в сражении при Денневице, где при захвате деревни Интерброх под ним были убиты три лошади. В критическом положении, окружённый со всех сторон превосходящим противником в 40 000 человек, генерал со знаменем в руках повёл своих солдат в штыковую атаку и вырвался из окружения, потеряв 1800 нижних чинов и 63 офицеров из 4000. Этот подвиг считается одним из самых знаменитых в Саксонской кампании. 17 сентября 1813 года назначен командиром 1-й бригады 13-й пехотной дивизии генерала 7-го корпуса генерала Ренье. 12 октября 1813 года захватил мост и город Дессау. В сражении при Лейпциге был тяжело ранен. 19 ноября 1813 года переведён в 4-й корпус, после чего отбыл в Париж. 8 января 1814 года отправлен в Лангр, где отвечал за сбор национальной гвардии и отставных солдат, а также за оборону мостов через Сону в Везуле в департаменте Верхняя Сона. 17 февраля 1814 года заменил генерала Готье во главе 1-й бригады 9-й пехотной дивизии генерала Буайе 7-го корпуса маршала Удино. Сражался 18 февраля 1814 года при Монтро. 22 февраля 1814 года после ожесточённого боя, длившегося 10 часов, захватил город Мери-сюр-Сен, был тяжело ранен пулей, перебившей правую руку, но не оставил строя и кричал своим солдатам: «Вперёд! Император просил передать, что вы сделали отличную работу! Закончите её с честью, товарищи!». После сражения по личному приказу Императора хирург Ларрей занялся раной генерала, которого пришлось транспортировать до Парижа в сопровождении 30 гренадер.
При первой Реставрации назначен 31 мая 1814 года командующим департамента Верхняя Сона. 8 марта 1815 года женился в Люре на Элизабет Шассинье (фр. Elisabeth Chassignet; 1792—), от которой имел двоих сыновей. Во время «Ста дней» перешёл 17 марта 1815 года на сторону Императора вместе с маршалом Неем. 13 мая 1815 года избран членом Палаты депутатов от департамента Верхняя Сона. 3 июня 1815 года зачислен в состав Северной армии, но в боевых действиях не участвовал. После второй Реставрации внесён 24 июля 1815 года в проскрипционные списки и 30 декабря 1815 года арестован в Люре. 5 января 1816 года перевезён в Страсбург и 27 мая 1816 года был приговорён Военным судом к смертной казни. Королевским указом от 29 мая 1816 года приговор заменён на 20 лет заключения в цитадели Страсбурга, причём супруга генерала разделила с ним заточение и Грюйе вынужден был даже собственноручно принимать роды своего сына Жильбера, поскольку комендант цитадели полковник Бираг отказал заключённым в медицинской помощи. 3 февраля 1818 года по просьбе герцога Ангулемского получил помилование и 4 февраля 1818 года вышел на свободу. Генерал был освобожден после двадцати восьми месяцев заключения. 1 июля 1818 года зачислен в резерв Генерального штаба и 27 января 1819 года окончательно вышел в отставку. Грюйе умер в Страсбурге 27 августа 1822 года. За его бренными останками шла большая толпа горожан.

## Воинские звания
- Капитан (1 августа 1792 года);
- Командир батальона (2 мая 1800 года, утверждён 23 октября 1800 года);
- Командир батальона гвардии (1 мая 1806 года);
- Полковник (12 марта 1808 года);
- Бригадный генерал (23 февраля 1813 года).

## Титулы
- Барон Грюйе и Империи (фр. baron Gruyer et de l'Empire; декрет от 22 июня 1813 года, патент подтверждён 21 мая 1819 года в Париже)[2][3].

## Награды
- Почётная сабля (2 декабря 1802 года)

 Легионер ордена Почётного легиона (14 июня 1804 года)
 Офицер ордена Почётного легиона (26 декабря 1805 года)
 Коммандан ордена Почётного легиона (12 октября 1813 года)
 Кавалер военного ордена Святого Людовика (29 июля 1814 года)